# Marienkunde
Der Begriff Marienkunde wird manchmal für einen Themenbereich der katholischen Theologie verwendet, welcher Maria, die Mutter Jesu, als Ausgangspunkt hat und sich mit der Mariologie (Marienlehre) sowie mit der damit verbundenen Marienverehrung befasst. Die Bedeutung Marias insbesondere in der Katholischen Kirche wurde in der zweiten Hälfte des 20. Jahrhunderts in einzelnen Werken dargestellt, die den Begriff Marienkunde als Oberbegriff im Titel verwendeten (siehe Literatur). Dieser Versuch, Marienkunde als Oberbegriff zu etablieren, hat sich in der Theologie jedoch nicht allgemein durchgesetzt. Vom   „Lexikon der Marienkunde“ (Konrad Algermissen) erschien nur der 1. Band (Aachen bis Elisabeth).

## Zum Begriff „Marienkunde“
Der Begriff „Marienkunde“ wurde von einer Reihe römisch-katholischer Theologen als zusammenfassender Begriff für Marienlehre (oder Mariologie) und Marienverehrung verwendet. Im Vorwort zum Handbuch der Marienkunde von 1984 umreißen die Herausgeber seinen Inhalt: „Die wichtigen Daten zur Mariologie und zur marianischen Spiritualität sind berücksichtigt“.  Damit sind die zwei Themenbereiche umrissen, deren geschichtliche Entwicklung dann Georg Söll in seinem Beitrag darlegt: Maria in der Geschichte von Theologie und Frömmigkeit. Am Beginn bezeichnet er „diese beiden Phänomene“ als „Marienlehre und Marienverehrung“, wobei er Marienlehre und Mariologie austauschbar verwendet. Sodann erklärt Söll, warum er bei seinem Gang durch die Kirchengeschichte „die beiden durchaus verschiedenen Sachverhalte von Lehre und Verehrung“ miteinander behandelt: Weil nämlich „die beiden Themen innerlich und geschichtlich so eng verbunden sind“; es sei „die Verehrung meist nur der sinnenfällige Ausdruck der Lehre und des Glaubens“, aber mitunter wurde sie „zu einer motorischen Kraft“ für die lehramtliche Verkündigung. Söll legt seine Begriffswahl dar:
„Zur Bezeichnung des Sachverhalts wird im Folgenden für den lehrhaften Teil von Marienlehre (Mariologie) und mariologisch gesprochen, für den Bereich der Frömmigkeit von Marienverehrung bzw. von marianisch.“